# ويليام دي جاي جان
ويليام دي جاي جان (بالإنجليزية: William Delbert Gann) (6 يونيو 1878 – 18 يونيو 1955) كان مضاربًا ومحللاً ماليًا أمريكيًا معروفًا بتطويره طرق تحليل فني تعتمد على الهندسة، علم الفلك، والرياضيات. وتستخدم أساليبه، مثل مروحة جان ومربع جان، لتحليل الأسواق المالية وتوقع الحركات المستقبلية للأسعار.

## حياته
وُلد جان في مدينة لورنس بولاية تكساس عام 1878 لعائلة تعمل في الزراعة. بدأ اهتمامه بالأسواق المالية منذ سن مبكرة، حيث استثمر في سوق القطن وأظهر نجاحًا مبكرًا.

## إنجازاته
طوّر جان أدوات تحليل مبتكرة تجمع بين:
- مروحة جان: خطوط زاوية تُستخدم لتحديد الدعم والمقاومة.
- مربع جان: أداة رياضية تعتمد على الأرقام والهندسة لتحديد التغيرات السعرية والزمنية.[3]

## طرقه في التحليل الفني
أفكار جان تعتمد على مفاهيم زمنية وسعرية فريدة، حيث كان يؤمن بأن الأسواق المالية تتحرك وفق دورات زمنية منتظمة. قدم أيضًا كتبًا مثل الحقيقة حول شريط الأسهم و45 عامًا في وول ستريت، حيث شرح منهجيته بالتفصيل.

## النقد
على الرغم من شهرة جان، فإن منهجيته قد أثارت الجدل، حيث يعتبرها البعض معقدة وغير قابلة للتطبيق بشكل عملي في الأسواق الحديثة. ومع ذلك، لا يزال تأثيره واضحًا في مجال التحليل الفني.

## وفاته
توفي جان في بروكلين، نيويورك عام 1955 عن عمر يناهز 77 عامًا.